# Ectropoceros brachychlora
Ectropoceros brachychlora är en fjärilsart som beskrevs av Edward Meyrick 1905. Ectropoceros brachychlora ingår i släktet Ectropoceros och familjen äkta malar.
Artens utbredningsområde är Sri Lanka. Inga underarter finns listade i Catalogue of Life.